# Tatiana Púchek
Tatiana Púchek (ruso: Татьяна Пучек; Minsk, Bielorrusia, 9 de enero de 1979) es una tenista profesional de Bielorrusia.
El Abierto de Taskent de 2002 representa la única final de un torneo de la WTA en la que Poutchek ha participado en categoría individual. Perdió ante Marie-Gayanay Mikaelian en dos sets (6–4, 6–4).